# アンゴラウサギ
アンゴラウサギ（英: Angora rabbit）はカイウサギの品種のひとつ。全身を長い被毛で被われた長毛種で、被毛はアンゴラ兎毛と呼ばれて毛織物の素材として利用される。採毛を目的とした毛用種として改良され、世界各国で独自の品種が作られた。
日本ではアメリカン・ラビット・ブリーダーズ・アソシエーション (ARBA) で公認され、品種標準が定められている、イングリッシュアンゴラ、フレンチアンゴラ、サテンアンゴラ、ジャイアントアンゴラの4品種がよく知られている。なお、原産国はトルコであり、アンゴラではない。

## 歴史

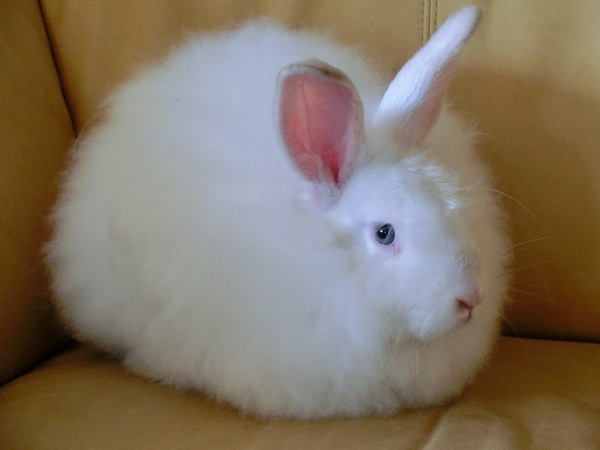
サテンアンゴラ（白）

### 起源・原産地
アンゴラウサギは最も古いウサギの品種とも言われており、起源については諸説ある。
なお、名前に「アンゴラ」と入っているため、原産国をアンゴラ共和国と勘違いする人も多いが、アンゴラウサギとアンゴラ共和国には、直接の繋がりはない（綴りも、前者がAngoraで後者がAngola）。そもそもアンゴラの気候では、アンゴラウサギのような長毛種は野生で生きていけないとされる。
以下、昭和期の日本で知られていた代表的な説を記す。

#### 小アジア説
小アジアのアンゴラ地方、現在のトルコの首都アンカラ付近を発祥とし、アンゴラヤギやターキッシュアンゴラと同様に原産地の古い呼び名がつけられたウサギであるという説。
最も有名な説であるが、日本でアンゴラウサギが普及しはじめた1930年代、当該地方にはアンゴラウサギに相当する長毛種のウサギの生息は確認されておらず、この説を直接裏付ける証拠はない。ただ単に、アンゴラヤギに似た長い被毛を持ったウサギという意味でアンゴラの名を冠したともいわれる。また、トロイ戦争で有名な古代トロイ平野を起源とする説もあるが、地理的には小アジア説に含まれる。

#### 各地出現説
どんな動物でも突然変異的に長毛種が発生することがあり、アンゴラウサギのような長毛種のウサギも世界各地、養兎の行われている場所であればどこでも生まれる可能性はあるという説
。
フランスの研究家ブレシェマン (Brechemin) の説で、ミーナン (Megnin)、ノーダン (Naudin) らの実験結果を論拠としている。1765年刊行のフランスの百科全書にある長毛種のウサギの記載から、フランスがアンゴラウサギの発祥地であると主張した。

#### 英人招来説
ヨーロッパ原産ではなく、イギリスの船乗りがどこか別の地方から伝えたという説。
ウィッシャー (Wischer) が「Dar Kaninchenzuchter, Feb. 1926」で主張した。
1723年にフランスのボルドーにおいて、イギリス人の船員が長毛繊美なカイウサギを展覧して高値で売却したという、ガストン・プレニー (Gaston Prenier) の記録を根拠としている。1777年にマイエルスバッツ (Herr Von Meyersbach) がイギリスからアンゴラウサギを輸入して、各地で普及させたことは確実とされている。

#### 近代アンゴラ種の原産地
起源、原産地について、いずれの説も有力な証拠はなく確定されていない。しかし、採毛を目的とした毛用種のウサギとして改良を加え、さらにアンゴラ兎毛の商業的価値を認めて大規模な飼育をはじめたのはフランスであることから、近代以降に普及したアンゴラウサギの原産地はフランスとするのが妥当であるという意見もある。

### 海外での普及
当初はその外観から愛玩目的で飼育されていた。産業的に飼育をはじめたのはフランスが最初で、イギリスをはじめとする欧米各国が採毛目的で飼育するようになったのは第一次世界大戦後のことである。

#### フランス
第一次世界大戦前後のフランスでは採毛を目的とした養兎、採毛養兎が発達してフランス系アンゴラが作られ、数千匹規模の飼育が各地で行われていた。当初はノルマンディー地方で多く飼育されていたが、その後パリ近郊、リオン、マルセイユ地方へ普及してゆき、主に都市周辺の農家で好んで飼育されていた。また、採毛目的の他に、種兎の繁殖と輸出も行われていた。種兎の輸出先はイギリス、アメリカが最も多く、次いでドイツ、スイス、イタリアが続いた。
フランス系アンゴラは農家の副業として屋外で飼われていたため、丈夫で飼育し易かった。生産されたアンゴラ兎毛の多くはイギリスに輸出されていた。

#### イギリス
第一次世界大戦後、フランスから輸入したアンゴラウサギを基に、主に第一次世界大戦の戦没者遺族によって改良が進められてイギリス系アンゴラが作られた。イギリス系アンゴラの兎毛から作られた製品はイギリス王室で重用されたため、日本では「ローヤルアンゴラ種」の名前で知られている。イギリスでは組合が発達し、北部のユニバーサル・アンゴラ・クラブ、中部のミッドランド・アンゴラ・クラブ、南部のサウザン・アンゴラ・ラビット・ソサイエティなどがあり、それぞれの組合でアンゴラウサギの普及活動や品種改良が行われ、品評会や鑑賞会もたびたび開催された。これらの活動によって改良は高度に進んだが、反面、外見の優美さを競うあまり体質が虚弱となる弊害が生じている。実用本位で頑健なフランス系アンゴラと比較して、イギリス系アンゴラは「改良が進みすぎた」とも評された。

#### カナダ
フランス系移民が好んで飼育していたフランス系アンゴラにイギリス系アンゴラを交配して、カナダ系アンゴラが作られた
。

#### アメリカ
西海岸地方で多く飼育されていた
。

### 日本での普及
1871年（明治4年）頃、フランスから輸入されたと伝えられている。当初は原名の「アンゴラ」ではなく、「無垢」、「無垢毛」、「蓑引」などと呼ばれた。ウサギバブルの影響で明治期は普及せず、大正末から昭和にかけて養兎業の普及と共に多数輸入された。
昭和期の日本では種兎の輸入先によってアンゴラウサギを分類し、前述したようにそれぞれローヤルアンゴラ種（英国種）、フランス系アンゴラ（仏国種）、カナダ系アンゴラ（加奈陀種）と呼び、別品種として区別していた。採毛を目的とした農家の副業として飼育され、第二次世界大戦で一時数を減らしたが、戦後は独自品種もつくられた。1960年（昭和35年）には飼育数が72万匹となり、日本が世界一のアンゴラウサギ飼育国になったこともある
。

## 採毛法
アンゴラウサギの採毛には、イギリスで行われていたハサミで刈り取る方法と、フランスで行われていた指でつまんで抜き取る方法の二通りがある。
刈り取りの方法は90日間隔で年4回、または75日間隔で年5回行われ、慣れれば一匹15分ほどで刈り取ることができた。
抜き取りの方法は年4回の換毛期、毛根が緩くなる時期を見計らって行い、ひっぱってみて抜ける毛から抜いてゆき、それを1週間くらい間隔を空けて数回に分けて繰り返す。
また、抜くのは長い毛のみで短い毛は残すというやり方で、力任せに全身の毛をむしり取る訳ではない。
刈り取りより長く質の良い兎毛が採れる利点がある一方、換毛期の見極めが難しく、さらに数回に分けて少しずつ抜いてゆくので時間がかかり効率が悪い。
日本では昭和期に国立の種兎繋養牧場、長野種畜牧場で試験的に行われたが、刈り取りに比べて採毛時間が2倍かかるという結果となった。
日本での採毛は、最初に輸入したのがイギリス系のアンゴラウサギだったこともあり、一貫して刈り取りの方法で行われ、抜き取りの方法が広まることはなかった。
また、生き物の「毛を引抜く」、「毛をむしる」という行為に対して抵抗が強かったようで、大正末に採毛を目的としてアンゴラウサギを輸入した志保井雷吉も、1927年（昭和2年）に「仏国の如き抜取りの採毛法は動物愛護上人道に悖るの意味に於て絶対に禁止」と書き残している。

## アンゴラウール採取の動物愛護上の問題
2013年、動物保護団体PETA（動物の倫理的扱いを求める人々の会）により、中国10箇所でのアンゴラ生産現場において、生きたウサギを拘束して毛をむしり取る実態が明らかになった後、Hugo Boss（ヒューゴ・ボス）、Gap（ギャップ）、Calvin Klein（カルバン・クライン）、Tommy Hilfiger（トミーヒルフィガー）、H&M、Inditex（インディテックス）など複数の小売業者が生きたウサギから強制的にむしり取られたアンゴラウールを含む製品の調達を中止した。
世界のアンゴラウールの90％が中国で生産されたものだという。
PETAの告発ビデオから3年後の2016年9月、フランスの動物権利慈善団体One Voiceにより、フランスの6箇所のアンゴラウール生産農場の事態が明らかになったが、そこでも中国と同様の生産方法が明らかになった。
同団体の告発ビデオでは前部と後ろ足をひっぱり固定されたアンゴラウサギから、作業員がウールをむしり取る間ウサギが悲鳴を上げている様子が撮影されており、ウール採取後のアンゴラウサギは頭を除いて完全に裸になっている。

## 品種

### イングリッシュアンゴラ

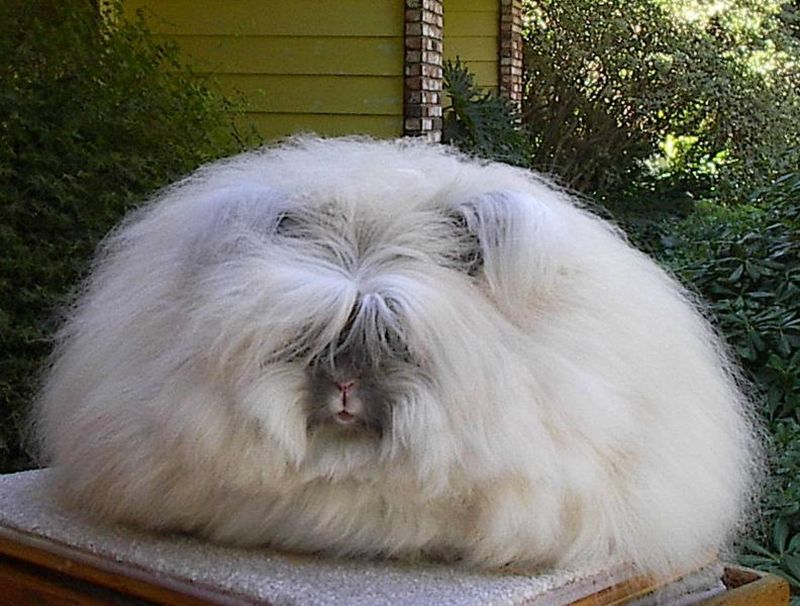
イングリッシュアンゴラ

- 1944年 ARBA公認
- 体重：2.27 – 3.4キログラム

概要
1939年、ARBAはそれまでアンゴラウーラー（Angora Wooler）と呼ばれていた品種を、イングリッシュタイプとフレンチタイプに分類し、1944年、正式にイングリッシュアンゴラ、フレンチアンゴラの2品種に分けた。
頭は丸く、耳は比較的短く、縁毛や先端にタッセルと呼ばれる飾り毛がある。顔の飾り毛が多く、目が見えなくなるほど毛に覆われており、長毛種の子犬のような風貌をしている。四肢も含めて全身長い毛が密生しているため、頻繁な手入れが必要。ARBA公認種の中では最小の品種で、ペットとして人気が高い。

### フレンチアンゴラ

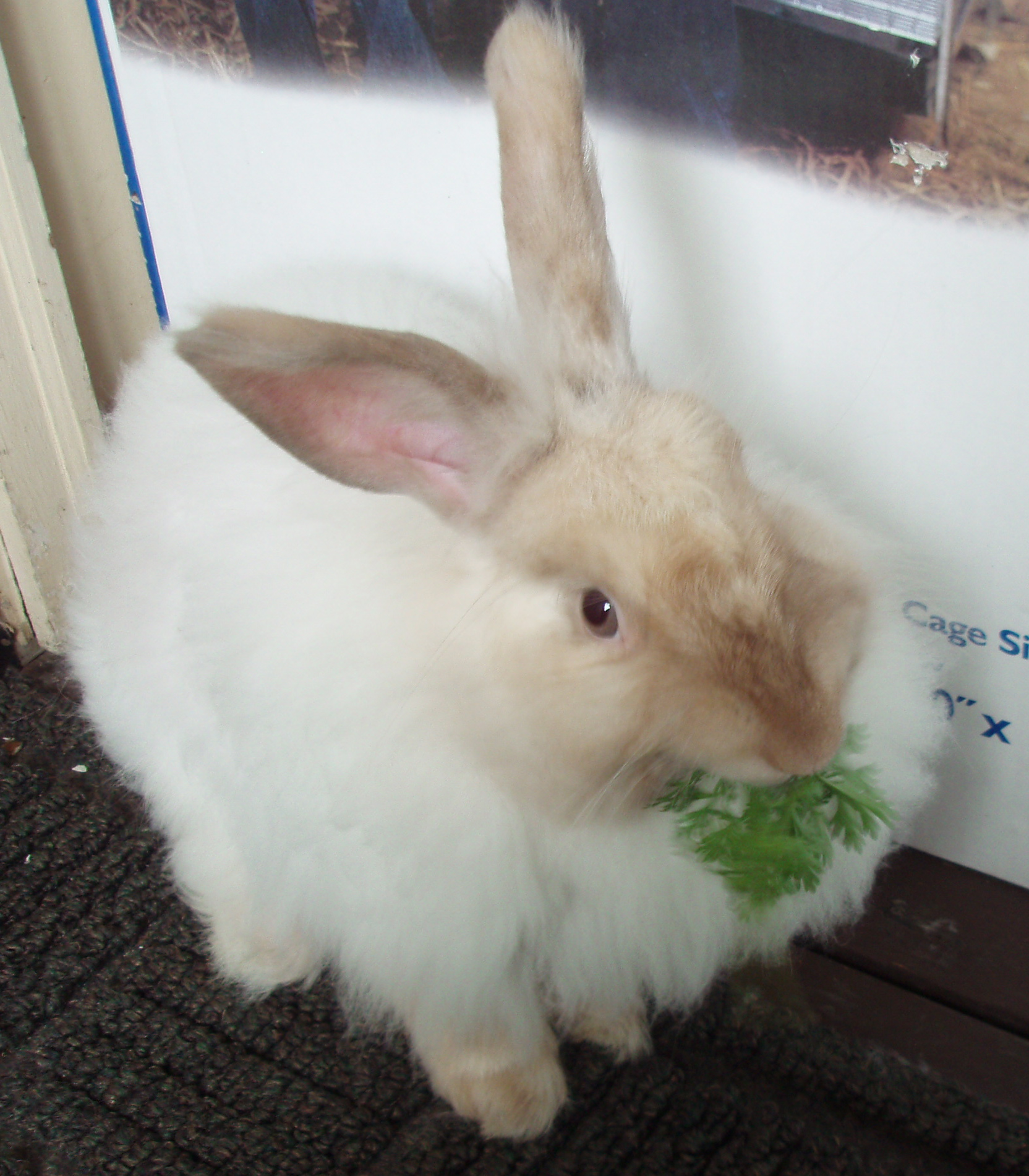
フレンチアンゴラ

- 1944年 ARBA公認
- 体重：3.4 – 4.76キログラム

概要
頭は楕円形、顔、耳、四肢の毛は短く、体もガードヘアーと呼ばれる硬めの毛が柔らかいアンダーコートを覆っているため毛が絡まりにくい。4品種の中で被毛の手入れは比較的容易。ARBA公認種の中では2番目に大きな品種。

### サテンアンゴラ

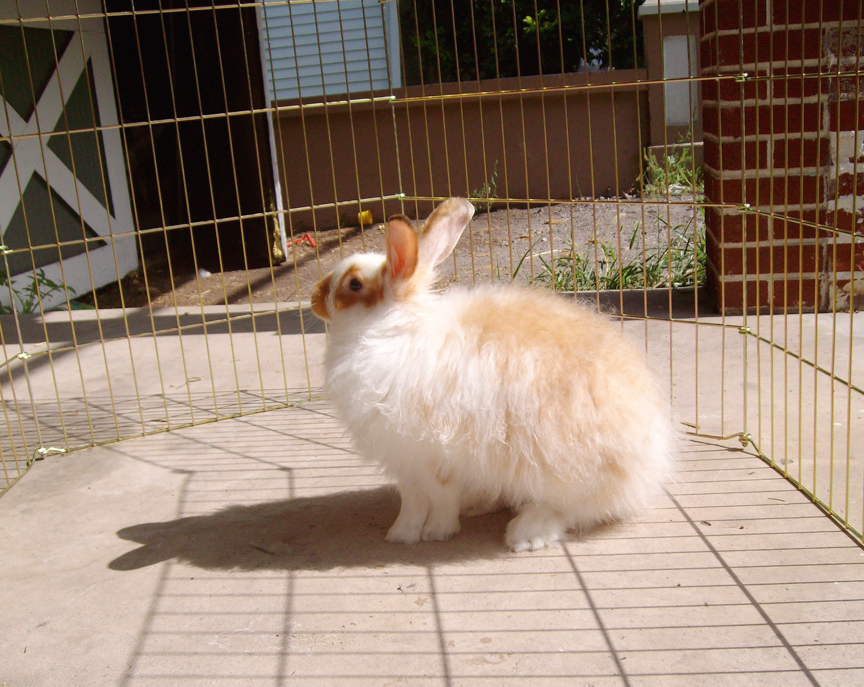
サテンアンゴラ

- 1987年 ARBA公認
- 体重：2.95 – 4.31キログラム

概要
1970年代後半、カナダの レオポルディーナ・マイアー（Leopoldina Meyer）により、突然変異的に生まれた長い毛のサテン種にフレンチアンゴラを交配して生み出された。頭は楕円形、顔の周りに少し飾り毛があり、耳の先端にもわずかに房毛がある。ARBA公認種の中で唯一サテンの輝きのある美しい被毛を持つ。

### ジャイアントアンゴラ

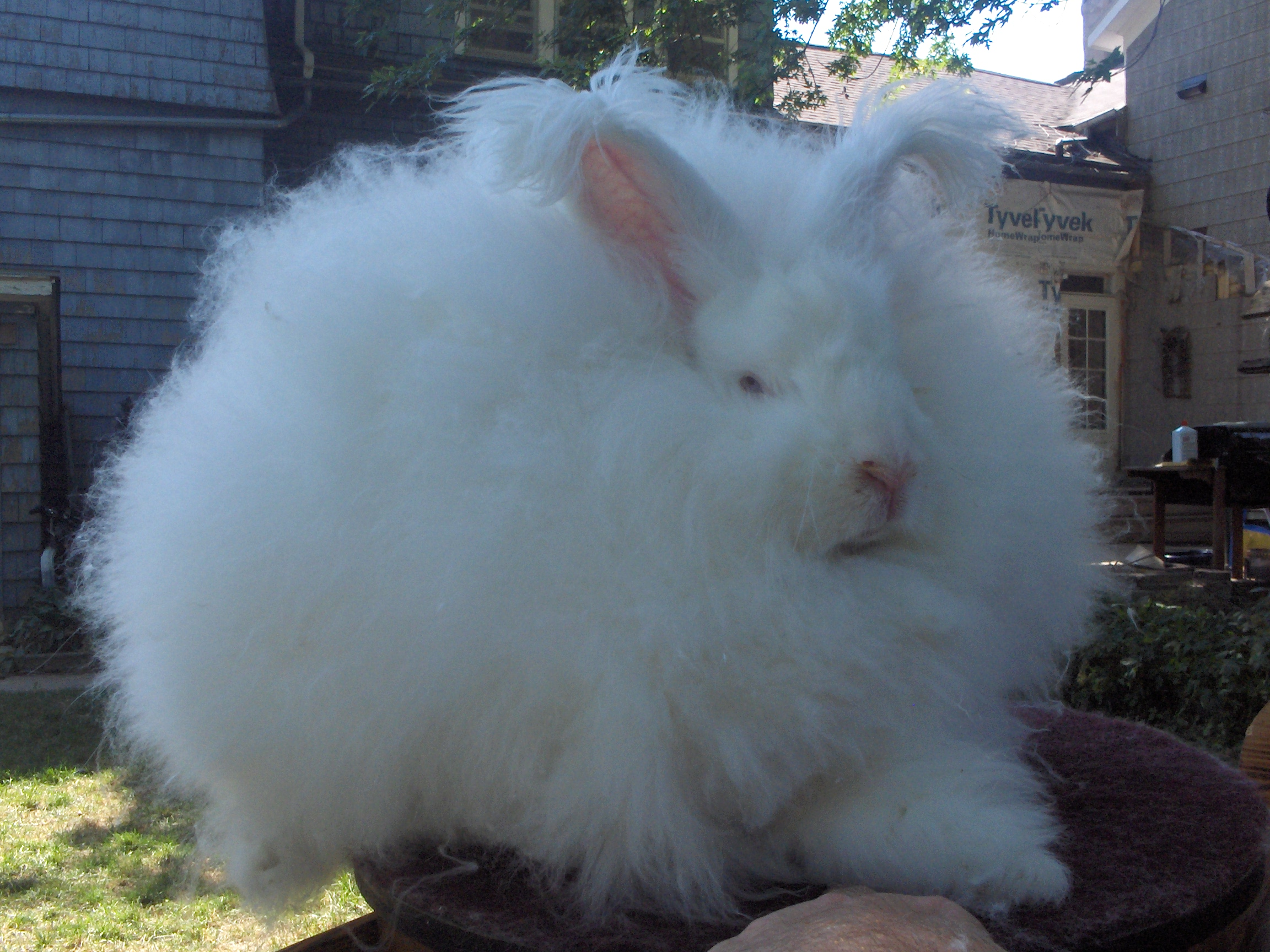
ジャイアントアンゴラ

- 1988年 ARBA公認
- 体重：4.31 - 4.54キログラム以上

概要
アメリカ、マサチューセッツ州タートンのルイス・ウォルシュ（Louise Walsh）により、毛用種として商業価値の高いアンゴラウサギを目指して、ドイツ系のアンゴラウサギ、ジャーマンアンゴラを基にフレンチロップとフレミッシュジャイアントを交配して作られた品種。頭は楕円形、額に房毛、頬に飾り毛があり、耳の先端にもタッセルと呼ばれる飾り毛がある。四肢もつま先まで毛で覆われている。
色は白い毛に赤い目のアルビノのみ。ARBA公認種の中では最大の品種。

### 日本アンゴラ種
- 1951年（昭和26年）命名
- 体重：2.5 - 3.6キログラム

概要
大正末から昭和にかけて、イギリスから輸入されたアンゴラウサギを基に日本で作られた品種。採毛を目的として産毛量の増加に重点をおいて改良された。